# Towanda (Kansas)
Towanda es una ciudad ubicada en el condado de Butler en el estado estadounidense de Kansas. En el año 2010 tenía una población de 1450 habitantes y una densidad poblacional de 763,16 personas por km².

## Geografía
Towanda se encuentra ubicada en las coordenadas 37°47′45″N 96°59′58″O / 37.79583, -96.99944 (37.795921, -96.999380).

## Demografía
Según la Oficina del Censo en 2000 los ingresos medios por hogar en la localidad eran de $41,875 y los ingresos medios por familia eran $47,188. Los hombres tenían unos ingresos medios de $32,250 frente a los $24,167 para las mujeres. La renta per cápita para la localidad era de $17,815. Alrededor del 6.5% de la población estaban por debajo del umbral de pobreza.